# Jean-Marie Rivière
Pour les articles homonymes, voir Jean-Marie Rivière (homonymie) et Rivière (homonymie).
Jean-Marie Rivière est un acteur, metteur en scène et directeur de music-hall français, né le 18 mai 1926 à Bergerac et mort le 23 avril 1996 dans le 13e arrondissement de Paris.
« Figure emblématique du monde du spectacle », il fut longtemps considéré comme l'un des « rois » des nuits parisiennes. Il a successivement fondé et animé le Café des Arts à Saint-Tropez, les cabarets parisiens de l'Alcazar (1968), l'Ange Bleu et le Paradis latin (1977). Découvreur de talents (par exemple Arturo Brachetti), « son héritage inspire encore de nombreuses scènes mondiales ».

## Théâtre

### Comédien
- 1955 : La Grande Felia de Jean-Pierre Conty, mise en scène Christian-Gérard, Théâtre de l'Ambigu
- 1955 : Les Amants novices de Jean Bernard-Luc, mise en scène Jean Mercure, Théâtre Montparnasse
- 1956 : La Nuit romaine de Albert Vidalie, mise en scène Marcelle Tassencourt, Théâtre Hébertot
- 1957 : Les Hommes du dimanche de Jean-Louis Roncoroni, mise en scène Georges Douking, Théâtre de la Michodière
- 1957 : Concerto de Jean-Jacques Varoujean, mise en scène Jean Chapot, Théâtre de l'Œuvre
- 1957 (septembre) : Bircotte dans la nuit de Claude Spaak, mise en scène J. G. Chauffetaux au Théâtre en rond de Paris
- 1958 : Le Pain des jules d'Ange Bastiani, mise en scène Jean Le Poulain, Théâtre des Arts
- 1959 : Le Carthaginois d'après Plaute, mise en scène Daniel Sorano, Théâtre du Vieux-Colombier
- 1960 : Le Zéro et l'Infini de Sidney Kingsley, mise en scène André Villiers, Théâtre Antoine

### Metteur en scène
- 1977 : Au plaisir Madame de Philippe Bouvard, Théâtre Michel

## Filmographie
- 1955 : Gas-oil de Gilles Grangier. Un gangster.
- 1956 : Bob le flambeur de Jean-Pierre Melville. P'tit Louis, un gangster.
- 1957 : Trois jours à vivre de Gilles Grangier : un comédien
- 1957 : Comme un cheveu sur la soupe de Maurice Régamey. Un ami d'Angelo (Non crédité).
- 1958 : Le Dos au mur d'Édouard Molinaro. Paul.
- 1958 : Le Désert de Pigalle de Léo Joannon. Raymond.
- 1958 : Le Gorille vous salue bien de Bernard Borderie. Valério.
- 1959 : Le Petit Prof de Carlo Rim. Le camarade de chambrée (Non crédité).
- 1960 : Hold-up à Saint-Trop' de Louis Félix.
- 1960 : Le Saint mène la danse de Jacques Nahum. Un voyou.
- 1961 : Cocagne de Maurice Cloche.
- 1961 : Les Godelureaux de Claude Chabrol.
- 1961 : Saint-Tropez Blues de Marcel Moussy. François.
- 1962 : Le Gorille a mordu l'archevêque de Maurice Labro.
- 1963 : Commandant X de Jean-Paul Carrère – Titre de l'épisode : Dossier Elizabeth Grenier (Saison 1, Épisode 2) : un invité
- 1964 : D'où viens-tu, Johnny ? de Noël Howard. Tardivet.
- 1970 : Elle boit pas, elle fume pas, elle drague pas, mais... elle cause ! de Michel Audiard. Le mari de Lucette.
- 1970 : La Brigade des maléfices de Claude Guillemot – Titre de l'épisode : Les dents d'Alexis (Saison 1, Épisode 5). Pierrot la valise.
- 1977 : Un juge, un flic  de Denys de La Patellière – Titre de l'épisode : Les drogueurs (Saison 1, Épisode 5). L'animateur.
- 1978 : Le Dernier Amant romantique de Just Jaeckin.
- 1980 : Tous vedettes de Michel Lang. Lui-même (Non crédité).
- 1986 : Paulette, la pauvre petite milliardaire de Claude Confortès. Dominique.
- 1986 : Série noire de Pierre Grimblat – Titre de l'épisode : La nuit du flingueur (Saison 1, Épisode 20). Koenig.
- 1986 : Monte Carlo  de Anthony Page. Henri.
- 1987 : L'heure Simenon – Titre de l'épisode : Le temps d'Anaïs (Saison 1, Épisode 1). Serge Nicolas.

## Radio
- Radioscopie, Radio France, 9 juin 1978

## Documentaire
- André Halimi, Jean-Marie Rivière, de l'Alcazar au Paradis latin, France, 2007, 75 min. Diffusé sur France 3 le 29 décembre 2007